# Apoštolská administratura českotěšínská

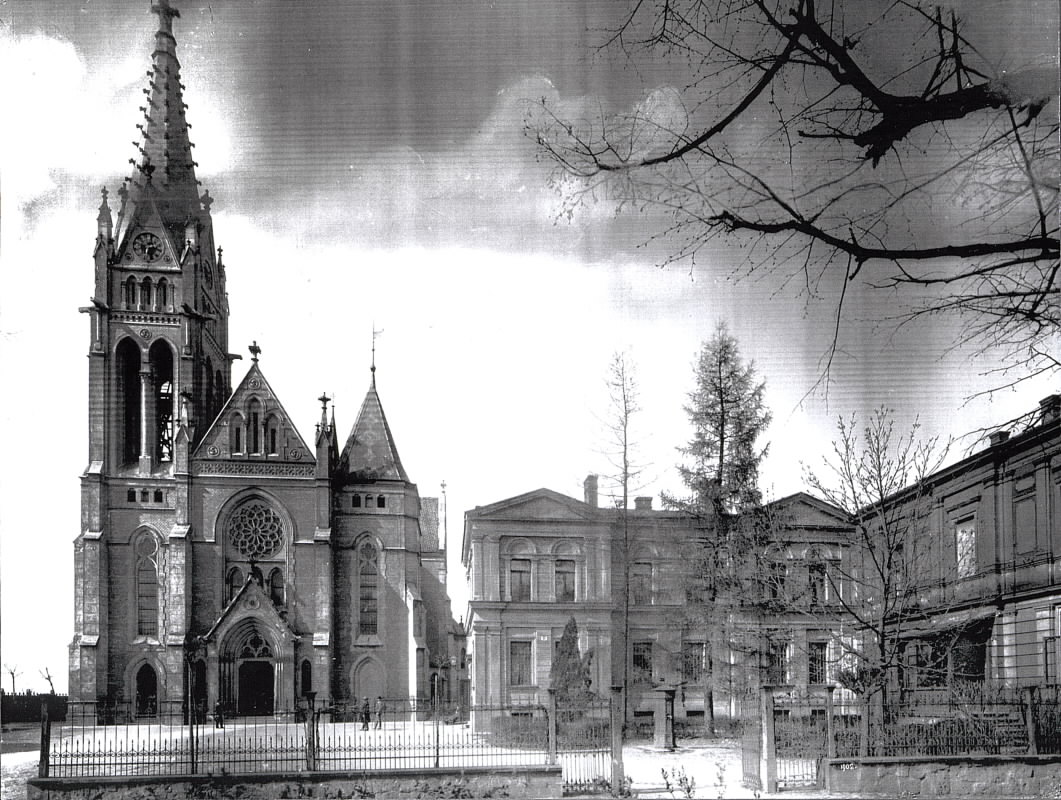
Kostel Nejsvětějšího Srdce Ježíšova v Českém Těšíně

Apoštolská administratura českotěšínská je zaniklá místní církev římskokatolické církve.

## Historie
Apoštolská administratura se sídlem v Českém Těšíně vznikla v roce 1947 ze dvou komisariátů (vikariátů) vratislavské diecéze, které ležely na území Československa (Jesenicko, československá část Těšínska).
Byla zrušena apoštolskou konstitucí papeže Pavla VI. „Olomoucensis et aliarum“, uveřejněnou dne 31. května 1978, a její území bylo přičleněno k olomoucké arcidiecézi, která se tak stala jednou z největších ve střední Evropě. Od roku 1996 náleží území bývalé českotěšínské apoštolské administratury pod správu diecéze ostravsko-opavské.

### Apoštolští administrátoři
1. František Onderek (1947–1962) – první a jediný právoplatný apoštolský administrátor dle kanonického práva

Antonín Veselý – byl dosazen komunistickou mocí bez církevního schválení do vedení apoštolské administratury, kterou sice v letech 1962–1977 mocensky ovládal, nicméně dle kanonického práva nikdy jejím administrátorem nebyl